# 菊田一樹
菊田 一樹（きくた かずき）は、NHKのアナウンサー。

## 人物
東京都出身。慶應義塾大学卒業後、2018年入局。鹿児島放送局でデビュー。

## 嗜好・挿話
- 小学生時代からサッカーに触れ、大学卒業までプレーしていた。そのため、今でも見るのもするのも好き[3]。
  - サッカー漫画に憧れオーバーヘッドシュートに失敗し骨折[3]、全国大会まであと一勝のところを敗れ悔し涙を流す[4]など、サッカーに関する逸話が多い。

## 出演
☆印は現在出演（担当）中。
鹿児島放送局時代（2018年度 - 2020年度）
- どーも、NHK（2018年6月3日）：新人お披露目
- 鹿児島県のニュース・中継・リポート
- 情報WAVEかごしま（不定期）：主に柴崎行雄のキャスター代行など
- うまいッ!（2019年4月15日）『養殖ってスゴイ!うなぎ〜鹿児島県・大隈地区』：ナビゲーター
- 九州沖縄推し!カゴスピ（2021年3月10日）『わんきゃの文化　虹となれ〜奄美群島高校文化祭〜』：キャスター[注釈 1]

津放送局時代（2021年度 - 2024年8月）
- まるっと!みえ（キャスター：2021年3月29日 - 2024年8月23日）（隔週担当）☆
- 第29回全国都道府県対抗男子駅伝（2024年1月21日） - 第3中継所リポート

京都放送局時代（2024年9月 - ）